# Habrocytherinae
De Habrocytherinae zijn een onderfamilie van uitgestorven kreeftachtigen uit de klasse van de Ostracoda (mosselkreeftjes).

## Geslachten
- Euryitycythere Oertli, 1959 †
- Habrocythere Triebel, 1940 †
- Isohabrocythere Apostolescu, 1961 †